# 保洛塔什·约瑟夫
保洛塔什·约瑟夫（匈牙利語：Palotás József，1911年5月14日—1957年11月16日），匈牙利男子摔跤运动员。他曾代表匈牙利参加1936年夏季奥林匹克运动会摔跤比赛，获得男子古典式中量级铜牌。